# Arroyo Covunco (vattendrag, lat -38,46, long -69,55)
Arroyo Covunco är ett periodiskt vattendrag i Argentina.   Det ligger i provinsen Neuquén, i den sydvästra delen av landet, 1 100 kilometer väster om huvudstaden Buenos Aires.